# Speocirolana hardeni
Speocirolana hardeni là một loài chân đều trong họ Cirolanidae. Loài này được Bowman miêu tả khoa học năm 1992.